# 森産業 (桐生市)
森産業株式会社（もりさんぎょう-）は、群馬県桐生市に本社を置く食品会社である。

## 概要
キノコの種菌・菌床やキノコ加工食品の製造販売、キノコ栽培施設の設計・施工などを行っている。

## 沿革
椎茸の人工栽培を確立した森喜作によって1943年（昭和18年）に設立された。